# Damsingel i badminton vid olympiska sommarspelen 2000
Damsingeln i badminton vid olympiska sommarspelen 2000 i Sydney vanns av Gong Zhichao från Kina. 

## Medaljtabell
| Klass         | Guld               | Silver               | Brons             |
| singel, damer | Gong Zhichao (CHN) | Camilla Martin (DEN) | Ye Zhaoying (CHN) |

## Omgång 1
| Första rundan Datum: lördagen 16 september 2000 | Första rundan Datum: lördagen 16 september 2000 | Första rundan Datum: lördagen 16 september 2000 |
| Vinnare                                         | Poäng                                           | Förlorare                                       |
| ----------------------------------------------- | ----------------------------------------------- | ----------------------------------------------- |
| Gong Zhichao (CHN)                              | ()                                              | Bye                                             |
| Ling Wanting (HKG)                              | ()                                              | Bye                                             |
| Sandra Dimbour (FRA)                            | ()                                              | Bye                                             |
| Lidya Djaelawijaya (INA)                        | (11-4, 11-4)                                    | Kara Solmundson (CAN)                           |
| Yasuko Mizui (JPN)                              | ()                                              | Bye                                             |
| Marina Yakusheva (RUS)                          | ()                                              | Bye                                             |
| Maja Pohar (SLO)                                | ()                                              | Bye                                             |
| Julia Mann (GBR)                                | (11-0, 11-0)                                    | Amrita Sawaram (MRI)                            |
| Ye Zhaoying (CHN)                               | ()                                              | Bye                                             |
| Judith Meulendijks (NED)                        | ()                                              | Bye                                             |
| Takako Ida (JPN)                                | ()                                              | Bye                                             |
| Mette Sørensen (DEN)                            | (11-7, 13-10)                                   | Sujitra Eakmongkolpaisarn (THA)                 |
| Lee Kyung-won (KOR)                             | ()                                              | Bye                                             |
| Elena Nozdran (UKR)                             | ()                                              | Bye                                             |
| Huang Chia-Chi (TPE)                            | ()                                              | Bye                                             |
| Nely Boteva (BUL)                               | (11-5, 11-6)                                    | Kellie Lucas (AUS)                              |
| Nicole Grether (GER)                            | (13-12, 11-2)                                   | Katarzyna Krasowska (POL)                       |
| Rhonda Cator (AUS)                              | ()                                              | Bye                                             |
| Milaine Cloutier (CAN)                          | ()                                              | Bye                                             |
| Kim Ji-Hyun (KOR)                               | ()                                              | Bye                                             |
| Kanako Yonekura (JPN)                           | (11-2, 11-3)                                    | Tatiana Vattier (FRA)                           |
| Anu Weckström (FIN)                             | ()                                              | Bye                                             |
| Ella Karachkova (RUS)                           | ()                                              | Bye                                             |
| Dai Yun (CHN)                                   | ()                                              | Bye                                             |
| Rayoni Head (AUS)                               | (11-7, 11-2)                                    | Robbyn Hermitage (CAN)                          |
| Chan Ya-Lin (TPE)                               | ()                                              | Bye                                             |
| Sonya McGinn (IRL)                              | ()                                              | Bye                                             |
| Mia Audina (NED)                                | ()                                              | Bye                                             |
| Kelly Morgan (GBR)                              | (5-11, 11-7, 11-2)                              | Aparna Popat (IND)                              |
| Koon Wai Chee Louisa (HKG)                      | ()                                              | Bye                                             |
| Ellen Angelinawaty (INA)                        | ()                                              | Bye                                             |
| Camilla Martin (DEN)                            | ()                                              | Bye                                             |

## 16-delsfinaler
| 16-delsfinaler Datum: söndagen 17 september 2000 | 16-delsfinaler Datum: söndagen 17 september 2000 | 16-delsfinaler Datum: söndagen 17 september 2000 |
| Vinnare                                          | Poäng                                            | Förlorare                                        |
| ------------------------------------------------ | ------------------------------------------------ | ------------------------------------------------ |
| Gong Zhichao (CHN)                               | (11-4, 11-3)                                     | Ling Wanting (HKG)                               |
| Lidya Djaelawijaya (INA)                         | (11-1, 11-6)                                     | Sandra Dimbour (FRA)                             |
| Yasuko Mizui (JPN)                               | (11-10, 11-6)                                    | Marina Yakusheva (RUS)                           |
| Julia Mann (GBR)                                 | (11-4, 11-7)                                     | Maja Pohar (SLO)                                 |
| Ye Zhaoying (CHN)                                | (11-3, 9-11, 11-7)                               | Judith Meulendijks (NED)                         |
| Mette Sørensen (DEN)                             | (13-12, 11-7)                                    | Takako Ida (JPN)                                 |
| Lee Kyung-won (KOR)                              | (11-1, 11-5)                                     | Elena Nozdran (UKR)                              |
| Huang Chia-Chi (TPE)                             | (11-1, 11-5)                                     | Nely Boteva (BUL)                                |
| Nicole Grether (GER)                             | (11-3, 11-3)                                     | Rhonda Cator (AUS)                               |
| Kim Ji-Hyun (KOR)                                | (11-1, 11-3)                                     | Milaine Cloutier (CAN)                           |
| Kanako Yonekura (JPN)                            | (11-8, 11-2)                                     | Anu Weckström (FIN)                              |
| Dai Yun (CHN)                                    | (11-3, 11-5)                                     | Ella Karachkova (RUS)                            |
| Chan Ya-Lin (TPE)                                | (11-1, 11-1)                                     | Rayoni Head (AUS)                                |
| Mia Audina (NED)                                 | (11-3, 11-6)                                     | Sonya McGinn (IRL)                               |
| Kelly Morgan (GBR)                               | (8-11, 11-3, 11-1)                               | Koon Wai Chee Louisa (HKG)                       |
| Camilla Martin (DEN)                             | (11-6, 11-2)                                     | Ellen Angelinawaty (IND)                         |

## Åttondelsfinaler
| Åttondelsfinaler Datum: måndagen den 18 september 2000 | Åttondelsfinaler Datum: måndagen den 18 september 2000 | Åttondelsfinaler Datum: måndagen den 18 september 2000 |
| Vinnare                                                | Poäng                                                  | Förlorare                                              |
| ------------------------------------------------------ | ------------------------------------------------------ | ------------------------------------------------------ |
| Gong Zhichao (CHN)                                     | (11-9, 11-3)                                           | Lidya Djaelawijaya (IND)                               |
| Yasuko Mizui (JPN)                                     | (11-9, 11-5)                                           | Julia Mann (GBR)                                       |
| Ye Zhaoying (CHN)                                      | (11-4, 11-6)                                           | Mette Sørensen (DEN)                                   |
| Huang Chia-Chi (TPE)                                   | (11-9, 11-6)                                           | Lee Kyung-won (KOR)                                    |
| Kim Ji-Hyun (KOR)                                      | (11-0, 11-3)                                           | Nicole Grether (GER)                                   |
| Dai Yun (CHN)                                          | (11-2, 11-5)                                           | Kanako Yonekura (JPN)                                  |
| Mia Audina (NED)                                       | (11-2, 11-2)                                           | Chan Ya-Lin (TPE)                                      |
| Camilla Martin (DEN)                                   | (11-7, 11-3)                                           | Kelly Morgan (GBR)                                     |

## Kvartsfinaler
| Kvartsfinaler Datum: tisdagen 19 september 2000 | Kvartsfinaler Datum: tisdagen 19 september 2000 | Kvartsfinaler Datum: tisdagen 19 september 2000 |
| Vinnare                                         | Poäng                                           | Förlorare                                       |
| ----------------------------------------------- | ----------------------------------------------- | ----------------------------------------------- |
| Gong Zhichao (CHN)                              | (11-6, 11-3)                                    | Yasuko Mizui (JPN)                              |
| Ye Zhaoying (CHN)                               | (11-3, 11-4)                                    | Huang Chia-Chi (TPE)                            |
| Dai Yun (CHN)                                   | (11-3, 11-4)                                    | Kim Ji-Hyun (KOR)                               |
| Camilla Martin (DEN)                            | (11-2, 11-1)                                    | Mia Audina (NED)                                |

## Semifinaler
| Semifinaler Datum: torsdagen 21 september 2000 | Semifinaler Datum: torsdagen 21 september 2000 | Semifinaler Datum: torsdagen 21 september 2000 |
| Winner                                         | Scores                                         | Loser                                          |
| ---------------------------------------------- | ---------------------------------------------- | ---------------------------------------------- |
| Gong Zhichao (CHN)                             | (11-8, 11-8)                                   | Ye Zhaoying (CHN)                              |
| Camilla Martin (DEN)                           | (11-5, 11-0)                                   | Dai Yun (CHN)                                  |

## Bronsmatch
| Bronsmatch Datum: fredagen 22 september 2000 | Bronsmatch Datum: fredagen 22 september 2000 | Bronsmatch Datum: fredagen 22 september 2000 |
| Vinnare                                      | Poäng                                        | Förlorare                                    |
| -------------------------------------------- | -------------------------------------------- | -------------------------------------------- |
| Ye Zhaoying (CHN)                            | (8-11, 11-2, 11-6)                           | Dai Yun (CHN)                                |

## Final
| Final Datum: fredagen 22 september 2000 | Final Datum: fredagen 22 september 2000 | Final Datum: fredagen 22 september 2000 |
| Vinnare                                 | Poäng                                   | Förlorare                               |
| --------------------------------------- | --------------------------------------- | --------------------------------------- |
| Gong Zhichao (CHN)                      | (13-10, 11-3)                           | Camilla Martin (DEN)                    |